# Richard Leach Maddox

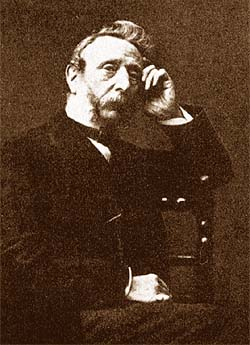
Richard Leach Maddox

Richard Leach Maddox (4. srpna 1816 – 11. května 1902) byl anglický fotograf a fyzik. Vynalezl suchý želatinový proces, který přinesl lehké bromostříbrné suché želatinové desky pro fotografický průmysl v roce 1871.

## Úvod
Mokrý kolodiový proces vynalezl v roce 1851 Frederick Scott Archer. Tyto obrázky vyžadovaly délku expozice pouze 2 až 3 sekundy, desky však musely být zcitlivené na určitý expoziční čas a zpracovány co nejrychleji a ještě mokré.
Maddox nahradil těžké mokré kolodiové desky za suché želatinové, které nevyžadovaly mobilní temnou komoru. Byl to důležitý moment pro usnadnění a rozvoj fotografování.
Když si všiml, že jeho zdraví ovlivňují „mokré“ kolodiové páry, začal hledat náhradu. Navrhl v roce 1871 časopisu British Journal of Photography článek, ve kterém popisoval senzibilizující chemické sloučeniny bromid kademnatý a dusičnan stříbrný, kterými pokryl skleněnou desku s želatinou, transparentní látkou používanou pro výrobu cukrovinek. Charles Bennett byl první, kdo vyrobil a nabídl první želatinové suché desky k prodeji, dlouho předtím, než se začala používat emulze na celuloidový svitkový film.
Výhody suchých desek byly zřejmé: fotografové krajináři mohli používat komerční suché desky, místo toho aby si připravovali vlastní emulze v mobilní temné komoře. Negativy nemusely být vyvolány okamžitě. Poprvé v historii se mohla velikost fotoaparátů zmenšit tak, aby se vešly „do ruky“, nebo dokonce schovat.
I když nevlastnil na proces patent, obdržel Maddox v roce 1901 od Královské fotografické společnosti medaili za pokrok. Zemřel v chudobě v roce 1902.

## Historie
Bromostříbrné Maddoxovy desky byly zpočátku méně citlivé než kolodiové, ale jejich rozhodující výhoda byla v tom, že byly suché. To využil George Eastman a po vylepšení celého procesu zavedl roku 1880 jejich výrobu. Tyto desky se ve fotografických ateliérech udržely až do 2. poloviny 20. století. Při fotografování v exteriéru měly jednu nevýhodu - při každém snímku bylo nutné vyměnit desku. Tento nedostatek pomohl odstranit americký vynálezce Hannibal Goodwin, který roku 1887 vynalezl film, nový podkladový materiál pro fotografickou emulzi. Jeho vynález pak roku 1889 Eastman využil při výrobě svitkových filmů do svých přístrojů značky Kodak, které začal ihned vyrábět.
V roce 1888 firma Eastman Dry Plate Company v Rochestru ve státě New York vyrobila přenosný fotoaparát značky Kodak.
Masovému rozvoji černobílé fotografie už nestálo nic v cestě. Do této doby lze také datovat i velmi důležitý posun v použití fotografií jako historického záznamu. Kratší expozice a větší mobilita fotoaparátu zvýšily spontánnost fotografie, což značně rozšířilo množství objektů, které mohly být fotografovány.
V roce 1947 byl Edwinem Herbertem Landem představen tzv. instantní film, který proslavil firmu Polaroid Land Company. Princip „polaroidu“ spočíval v tom, že ve fotoaparátu je negativ vyvolán chemikálií uvolněnou ihned po expozici, takže snímek je hotový okamžitě.